# Bibliographie sur l'individualisme méthodologique
 (août 2024).
- Si vous ne connaissez pas le sujet, laissez ce bandeau (vous pouvez alors contacter les auteurs).
- Si vous supprimez le contenu mis en cause (vous pouvez préalablement contacter les auteurs),

argumentez précisément cette suppression dans la page de discussion
(un manque de référence n'est pas un argument ; une recherche réelle de référence doit avoir été effectuée, être formellement documentée).

## Ouvrages
- Raymond Boudon, Riccardo Viale et Pierre Demeulenaer, L'explication des normes sociales, Paris, PUF, 2001
- Philippe Corcuff, La question individualiste, Latresne, Le bord de l’eau, 2003
- Philippe Corcuff, « Individualité et contradictions du néocapitalisme – Pistes théoriques et explorations empiriques », Colloque International de Sociologie, Istanbul (Turquie), Université de Galatasaray « Nouvelles socialités à l’ère des fragmentations »,‎ 12 mai 2005
- François de Singly, Les uns avec les autres : Quand l’individualisme crée du lien, Paris, Armand Colin, 2003
- François Dubet, « Pour une conception dialogique de l’individu », EspacesTemps.net,‎ 21 juin 2005 (lire en ligne)
- Aldo Haesler, « Penser l’individu ? Sur un nécessaire changement de paradigme 1 », EspacesTemps.net,‎ 23 novembre 2005 (lire en ligne)
- Jean-Claude Kaufmann, L’invention de soi – Une théorie de l’identité, Paris, Armand Colin, 2004
- Alain Laurent, Solidaire si je veux, Paris, Belles Lettres, 1991
- Alain Laurent, L'individualisme méthodologique, Paris, PUF, coll. « Que sais-je ? » (no 2906), 1994, 127 p. (ISBN 2-13-046626-5)
- Danilo Martuccelli, « Autour de Grammaires de l’individu », Sociologie et Société, vol. 34, no 2,‎ automne 2002
- Danilo Martuccelli, « Les trois voies de l’individu sociologique », EspacesTemps.net,‎ 8 juin 2005 (lire en ligne)
- Eugène de Roberty, « Nietzsche sociologue », dans Frédéric Nietzsche, Paris, Alcan, 1901
- Albert Schatz, L'individualisme économique et social : ses origines - son évolution - ses formes contemporaines, Paris, Armand Colin, 1907
- Yann Sénéchal, « Autour de Grammaires de l’individu », Sociologie et Société, vol. 34, no 2,‎ automne 2002